# Port-of-Spain
Port-of-Spain je glavni grad i luka države Trinidad i Tobago.
Leži na sjeverozapadnoj obali otoka Trinidad u zaljevu Praia u Karipskom moru. Tu je rafinerija nafte, prehrambena, drvna i tekstilna industrija. U najnovije vrijeme razvija se turizam. Zračna luka Piarco najvažnija je na području Malih Antila.